# Federația de Fotbal din Vanuatu
Federația de Fotbal din Vanuatu este forul conducător oficial al fotbalului în Vanuatu. Este afiliată la FIFA și la OFC din 1988. Se ocupă cu organizarea echipei naționale și a campionatului intern.